# 1940 في فنلندا
فيما يلي قوائم الأحداث التي وقعت خلال عام 1940 في فنلندا.

## سياسة

### تعيين في المنصب
- 19 ديسمبر – ريستو روتي رئيس فنلندا.

### انتهاء فترة المنصب
- 19 ديسمبر – ريستو روتي رئيس وزراء فنلندا.
- 19 ديسمبر – كووستي كاليو رئيس فنلندا.

## مواليد

### ديسمبر
- 21 ديسمبر – أرفي ليند

- 19 ديسمبر – كووستي كاليو (مواليد 1873) سياسي فنلندي.